# Hymenodiscus armillatus
Hymenodiscus armillatus is een zevenarmige zeester uit de familie Brisingidae.
De wetenschappelijke naam van de soort werd, als Brisinga armillata, in 1889 voor het eerst gepubliceerd door Percy Sladen. De beschrijving is gebaseerd op één exemplaar dat tijdens de Challenger-expeditie op 17 juni 1875 voor de Japanse kust ten zuidoosten van Yokohama werd opgedregd van een diepte van 1875 vadem (3429 meter).